# Adolfo Emanuel Guimarães de Azevedo
Emanuel Adolfo Emanuel Guimarães de Azevedo (Rio das Flores, 12 de fevereiro de 1871 - Rio de Janeiro, 6 de fevereiro de 1907) foi um romancista, teatrólogo, poeta, diplomado em Direito, advogado e contista brasileiro.

## Biografia
Nascido em Vila Santa Tereza de Valença, Emanuel Guimarães faleceu prematuramente na capital do Rio de Janeiro em 1907, vítima, provavelmente, de tuberculose.
Cursou com distinto aproveitamento as aulas dos colégios Pedro II, Abílio e Itu, matriculando-se em seguida na Faculdade de Direito de São Paulo, de onde passou para a Faculdade Livre de Direito desta capital, na qual concluiu o seu curso. 
Em Paris, para onde foi depois de formado, frequentou durante perto de dois anos a Escola Livre de Ciências Politicas e Sociais. Conviveu então com os jovens escritores franceses daquela época ligados ao movimento simbolista, muitos dos quais se tornaram depois nomes consagrados na literatura. 
Começou, entretanto, o seu interesse pelas letras francesas, desde as suas origens, até as mais recentes manifestações de versos, contos ou romances.
Em 1902, publica A todo transe, seu romance mais conhecido, o qual foi reeditado em 1997 pela Fundação Casa de Rui Barbosa, que retrata os costumes políticos dos primeiros anos da República no Brasil. Considerado por Wilson Martins, em História da Inteligência Brasileira, o melhor romance político da Primeira República, de alta qualidade balzaquiana.
A respeito do autor, disserta Sousa Bandeira em seu livro crítico Páginas literárias, de 1917: Emmanuel Guimarães pouco frequentava as rodas literárias. Não se filiava a nenhum dos pequenos cenáculos que, entre nós, fazem para as reputações literárias o papel das sociedades cooperativas de produção e consumo. Desconhecia inteiramente a engenhosa arte do reclamo, e amoroso da produção artística, comprasia-se, solitário, em escrever, sem confiar apressadamente á imprensa os seus trabalhos, muitos dos quais nem reuniu em livro. É assim que somente publicou em vida dois livros: Jorge do Barral em 1900, e A todo transe em 1902. Afora isto, alguns contos publicados em vários jornais, e artigos sobre a questão do café. Não me lembra de ter lido, impressos, versos seus. Deixa, entretanto, prontos para entrar no prelo, dois romances : Em pleno azul e O irreparável; uma tradução em verso de Cirano de Bergerac ; Os brazileiros em Paris, coleção de contos; Ensaios sobre o direito constitucional pátrio ; e A engrenagem, peça em três atos.

## Obras
- 1900 - Jorge do Barral, romance, Rio de Janeiro, Laemmert & C.;
- 1902 - A todo transe, romance, Rio de Janeiro, Laemmert & C.;
- 1903 - A engrenagem, teatro;
- 1907 - O irreparável (póstumo), novela, Rio de Janeiro, tipografia do Jornal do Commercio;
- 1909 - Os brasileiros em Paris (póstumo), contos;
- 1910 - A rebós da manhã (póstumo), poesia, Rio de Janeiro;
- 1923 - Os vãos lamentos (póstumo), poesia;
- 1934 - Poesias inéditas (póstumo), Estudo de Escragnolle Dória contendo versos inéditos, Rio de Janeiro, Tipografia e litografia de Almeida Marques & C.;
- 1915 - Em pleno azul, romance (póstumo), Lisboa, Livraria Clássica e editores;